# Valle de Baliem
El Valle de Baliem (en indonesio: Lembah Baliem) también escrito Valle de Balim y, a veces conocido como el Valle Grande, de las tierras altas de Nueva Guinea occidental, es un valle de Indonesia que está ocupado por gente de la etnia Dani. La ciudad principal en el valle es Wamena. El valle tiene unos 80 km de longitud por 20 km de ancho y se encuentra a una altitud de entre 1.600 y 1.700 m, con una población de 100.000 habitantes.
En cuanto al mundo exterior se refiere, el descubrimiento del valle de Baliem y de la presencia inesperada de su población agrícola fue realizado por la tercera expedición zoológica de Richard Archbold a Nueva Guinea en 1938.